# Felix Weil
Lucio Félix José Weil, conegut com a Félix Weil (Buenos Aires, Argentina, 8 de febrer de 1898 – Dover, Delaware, EUA, 18 de setembre de 1975) va ser un mecenes i intel·lectual germano-argentí d'origen jueu i principal impulsor financer de l'Escola de Frankfurt a través de creació el 1923 de l'Institut de Recerca Social (Institut für Sozialforschung) de la Universitat de Frankfurt.

## Biografia
Felix Weil va néixer a Buenos Aires, Argentina. Els seus pares, Hermann Weil i Rosa Weil, d'origen judeo-alemany, eren rics comerciants. Hermann Weil és considerat un dels majors distribuïdors de cereals del món en la primera i segona dècada del segle xx. A l'edat de 9 anys, va assistir a l'escola alemanya Goethe-Gymnasium, a Frankfurt. Més tard, va assistir a les universitats de Tubinga i Frankfurt, on es va doctorar en ciències polítiques. Durant la seva estada en aquestes universitats, es va interessar notablement pel socialisme i el marxisme. D'acord amb l'historiador intel·lectual Martin Jay, la clau del seu discurs residia en «els problemes funcionals sobre la implementació del socialisme» (Martin Jay, 1973: 5).

## Fundació de l'Escola de Frankfurt
El 1922 va finançar la Primera Setmana de Treball Marxista (Erste Marxistische Arbeitswoche) a la ciutat alemanya de Ilmenau. A l'esdeveniment van assistir teòrics com Georg Lukács, Karl Korsch, Richard Sorge, Friedrich Pollock i Karl August Wittfogel. Encoratjat per l'èxit de l'esdeveniment, va decidir, al costat del seu amic Friedrich Pollock, fundar el 1924 l'Institut per a la Recerca Social (Institut für Sozialforschung) a Frankfurt, més conegut posteriorment com a Escola de Frankfurt. La seva preocupació per la necessitat d'un centre d'estudis avançats que analitzés la societat del moment des d'una perspectiva marxista, li va impulsar definitivament, al finançament econòmic d'aquest centre.
Malgrat ser el seu fundador i principal inversor, primer a Alemanya i després en el seu exili a Amèrica —a causa de l'arribada al poder del nazisme—, Weil es va negar en tot moment a dirigir el centre i fins i tot al fet que aquest portés el seu nom. En la dècada dels 70, fruit de la crisi econòmica i de la devaluació del pes argentí, Weil es va veure obligat a deixar de finançar l'escola. Amb el pas del temps va canviar el seu interès teòric de corrent filosòfic, per interessos de naturalesa econòmica.

## Publicacions
- The Argentine Riddle, Nova York, 1944.
- L'enigma argentí, Buenos Aires, 2010.